# Tom Sermanni
Thomas Dorby Sermanni (* 1. Juli 1954 in Glasgow, Schottland) ist ein ehemaliger schottischer Fußball-Spieler und war von Januar 2013 bis April 2014 Trainer der Frauennationalmannschaft der USA. Zuvor trainierte er mehrere Jahre die australische Fußballnationalmannschaft der Frauen, mit der er 2010 die Asienmeisterschaft gewann. Von Oktober 2018 bis Ende Juli 2021 war er Trainer der neuseeländischen Fußballnationalmannschaft der Frauen.

## Spielerkarriere
Sermanni spielte als Mittelfeldspieler in Schottland, England, Australien und Neuseeland unter anderem für Albion Rovers, Torquay United und Canberra City FC und kam auf mehr als 300 Einsätze und erzielte mehr als 50 Tore.

## Trainerkarriere
Sermanni trainierte mehrere professionelle Männer- und Frauenmannschaften in Australien, Japan, Malaysia und den USA. Bei seinem Engagement für New York Power trainierte er unter anderem die US-Nationalspielerinnen Christie Rampone, Shannon Boxx und Tiffeny Milbrett. Von 1994 bis 1997 und nochmals von 2004 bis 2012 trainierte er die australische Fußballnationalmannschaft der Frauen. Mit dieser nahm er an den WM-Turnieren 1995, 2007 und 2011 teil. 2010 gewann er mit seiner Mannschaft die Fußball-Asienmeisterschaft der Frauen, nachdem bereits 2006 der zweite und 2008 der vierte Platz erreicht worden war. In der Qualifikation für die Olympischen Spiele 2008 und 2012 scheiterte er jeweils an Nordkorea.
Sermanni trainierte seit dem 1. Januar 2013 die Frauennationalmannschaft der USA. Am 9. Februar 2013 betreute er die Nationalmannschaft erstmals bei einem Länderspiel, das das Team mit 4:1 gegen die Mannschaft seines Geburtslandes Schottland gewann. Nach dem enttäuschenden Abschneiden beim Algarve-Cup 2014, bei dem die Mannschaft nur den siebten Platz belegte, wurde Sermanni Anfang April 2014 entlassen. Bei der Fußballweltmeisterschaft 2015 arbeitete er als Co-Trainer der kanadischen Nationalmannschaft.
Ab der Saison 2016 der National Women’s Soccer League bis 2018 trainierte Sermanni die neugegründete Franchise der Orlando Pride. 2016 wurde Orlando Vorletzter, 2017 erreichten sie als Dritter die Playoffs, verloren dort aber im Halbfinale mit 1:4 gegen den Portland Thorns FC. 2018 wurde die Saison als Dritter beendet.
Im Oktober 2018 übernahm er den Posten des Trainers der neuseeländischen Fußballnationalmannschaft der Frauen. Er konnte mit ihr die Fußball-Ozeanienmeisterschaft der Frauen 2018 gewinnen und sich damit für die WM 2019 sowie die Olympischen Sommerspiele 2020 qualifizieren. Kurz vor der WM konnten die Neuseeländerinnen zwar erstmals gegen WM-Geheimfavorit England gewinnen, bei der WM verloren sie aber die drei Gruppenspiele und schieden aus. Noch vor der WM wurde sein Vertrag bis zu den Olympischen Spielen verlängert. Nach den Olympischen Spielen, bei denen die Neuseeländerinnen nach drei Spielen ausschieden, beendete er wie schon zuvor angekündigt seine Tätigkeit in Neuseeland.
Im September 2024 wurde er interimsweise erneut Trainer der australischen Frauennationalmannschaft. Diesen Posten behielt er bis zum Sommer 2025.

## Erfolge
- Asienmeister 2010 mit Australien
- Algarve-Cup-Sieger 2013 mit den USA
- Ozeanienmeister 2018 mit Neuseeland

## Auszeichnungen
- AFC Trainer des Jahres 2007